# Consejo Nacional Agropecuario
El Consejo Nacional Agropecuario de México (CNA) es una Asociación Civil con carácter nacional y afiliación voluntaria que depende del Consejo Coordinador Empresarial desde su fundación, el 27 de abril de  1984. Su objetivo es representar, defender y fomentar la actividad agropecuaria. Está integrado por organismos de productores y empresas de los sectores agrícola, pecuario y agroindustrial.

## Organización
Está organizado por medio de una asamblea, un comité directivo, una comisión ejecutiva, comisiones de trabajo y resto de personal. Está regido por un estatuto que es ejecutado por el presidente del Consejo, Vicepresidentes, un Tesorero, un Secretario y Consejeros. 

### Asamblea General
Es el órgano supremo y está constituido por los Socios y Asociados. Pueden ser de dos tipos: Generales Ordinarias y Generales Extraordinarias. Las primeras se realizan por lo menos en forma anual, en ellas se trata cualquier asunto que no sea la modificación de Estatutos ni la disolución del Consejo Nacional Agropecuario.

### Comité Directivo
Es la instancia encargada de dirigir al Consejo Nacional Agropecuario, constituida por el presidente del Consejo, quien será a su vez el presidente del Comité Directivo, por Vicepresidentes, un Tesorero, un Secretario y Consejeros. El Comité Directivo se compone en un 75 por ciento de miembros Socios y 25 por ciento de miembros Asociados los que duran en sus funciones un año.

### Comisión Ejecutiva
Es la instancia encabezada por el presidente, se encarga de ejecutar las políticas generales de acción fijadas por el Comité Directivo, de proponer acciones estratégicas de largo plazo y de concretar el trabajo de las cadenas productivas a partir de la coordinación de las Vicepresidencias Sectoriales.

#### Estructura de la Comisión Ejecutiva
- Presidente - Ing. Bosco de la Vega Valladolid
- Secretario - Lic. Jorge Mazón Salazar
- Tesorero - Ing. Francisco Chapa Góngora

##### Vicepresidencias
- Agrícola - Lic. Rogelio Garcíamoreno Garza

- Pecuario - Lic. César J. Quesada Macías

- Forestal - MBA. Luis Eduardo Tejado Bárcena

- Agroindustrial  - Lic. Luis Alberto Cetto Salazar

- Pesca y Acuacultura - C.P. Fernando Gabriel Medrano Freeman

- Hortofrutícola - Lic. Homero Melis Cota

- Comercio Exterior - Lic. Mario Alejandro Andrade Cárdenas

- Presupuesto Sectorial - MVZ. Luis Jaime Osorio Chong

- Financiamiento y Seguros - Ing. Miguel Ángel González López

- Relaciones Internacionales - Lic. Gerardo García Menaut

- Vinculación Institucional - Lic. Alfonso Cebreros Murillo

- Políticas Públicas - Ing. Juan Barrio Aguirre

- Cadenas Productivas - Dr. José Cacho Ribeiro

- Consejos Estatales - Mtro. Jacobo Efrin Cabrera Palos

- Fiscal - C.P. Daniel Salazar Ferrer

- Asuntos Hidráulicos - Ing. Jorge Luis López Martínez

### Expresidentes del CNA
- [2012 - 2016] Sr. Benjamín Grayeb Ruíz
- [2008 - 2012] Lic. Juan Carlos Cortés García
- [2004 - 2008] Sr. Jaime Yesaki Cavazos
- [2002 - 2004] Sr. Armando Paredes Arroyo loza
- [2000 - 2002] Sr. Jesús Vizcarra Calderón
- [1998 - 2000] Sr. Ramón Iriarte Misterrena
- [1996 - 1998] Sr. Miguel Castro Sánchez
- [1994 - 1996] Ing. Jorge Mazón Rubio
- [1992 - 1994] Ing. Eduardo R. Bours Castelo
- [1990 - 1992] Sr. Javier Garza de la Cabada
- [1988 - 1990] Sr. José Manuel Caso Menendez
- [1986 - 1988] Lic. Manuel de Unanue Rivero
- [1984 - 1986] Lic. Víctor Gavito Marco

### Comisiones de Trabajo
Las Comisiones de Trabajo son órganos colegiados de coordinación, concertación y decisión, integrados por los agentes participantes del sector y el tema de su interés, que tienen por objeto elaborar propuestas concretas para solucionar temas de coyuntura, así como propuestas de políticas que propicien condiciones equitativas para el desarrollo sostenible y competitivo de las cadenas agroalimentarias y agroindustriales que se encuentran al interior del Consejo; dando así cumplimiento a lo dispuesto en los Estatutos y el Plan Estratégico.
Las Comisiones tienen como objetivo actuar como instancias para generar gestiones, consultas, proyectos e iniciativas; definir acciones o posicionamientos institucionales y recomendaciones, para promoverlas y darles seguimiento ante el Poder Ejecutivo, Poder Legislativo u otras instancias. Las Comisiones son presididas por los Vicepresidentes o Coordinadores respectivos.

### Publicaciones
- Resumen Informativo de Comunicación.
- Boletín Informativo del Consejo Nacional Agropecuario, A. C.

- Boletín electrónico de seguimiento legislativo sobre el sector Agroalimentario.
- Boletín de Comercio Exterior del Consejo Nacional Agropecuario.

- Directorio de Agroexportadores Mexicanos.
- Reporte de Perspectivas internacionales para los commodities agropecuarios.
- Reporte de Indicadores Macroeconómicos y del sector agroalimentario.

### Eventos
El Consejo Nacional Agropecuario organiza una serie de eventos a lo largo de cada año. 

#### Foro Global Agroalimentario
El Foro Global Agroalimentario es un evento anual  que reúne a especialistas en temas agroalimentarios provenientes de todo el mundo. El objetivo del Foro es analizar los temas más importantes para el sector agroalimentario, con las cuales, se puedan generar herramientas para la toma de decisión a los agentes de las organizaciones correspondientes en México. También, se reúnen  productores agroalimentarios, provenientes de prácticamente todas las regiones de México. Este evento ha reunido personajes del Banco Mundial, la Organización para la Cooperación y el Desarrollo Económico (OCDE), Instituto Interamericano de Cooperación para la Agricultura (IICA), Departamento de Agricultura de los Estados Unidos (USDA), Produce Marketing Association (PMA), Instituto Nacional de Investigación Agropecuaria de Francia, Centro Latino Americano de Desarrollo Rural (Chile), North American Counties Organization (NACO), Rural Policy Research Institute (RUPRI); entre otros. También, han asistido, Los Premios Nobel de la Paz, Norman Borlaug, y de Química, Mario Molina Enríquez; el ex Embajador de Estados Unidos en México, Jeffrey Davidow y el Ex Ministro de Agricultura de Brasil Roberto Rodríguez; especialistas de las Universidades de Arizona, Universidad de Míchigan, Universidad de Oregón, Universidad de California en Davis, Imperial College London, Instituto Superior de Agronomía de Portugal, Instituto Tecnológico y de Estudios Superiores de Monterrey y Colegio de Postgraduados, entre otros.